# Mamoudou Athie

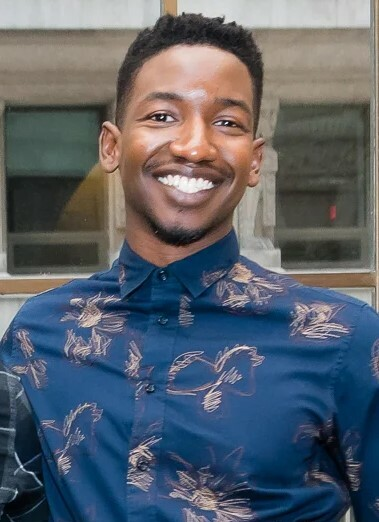
Mamoudou Athie auf dem Toronto International Film Festival 2018

Mamoudou Athie (* 25. Juli 1988 in Nouakchott, Mauretanien) ist ein mauretanisch-US-amerikanischer Schauspieler. Bekanntheit erlangte er vor allem durch seine Rollen aus den Serien The Detour und Sorry for Your Loss.

## Leben und Karriere
Mamoudou Athie wurde in der Hauptstadt Mauretaniens, im Nordwesten Afrikas, als Sohn eines Diplomaten, der für das dortige Außenministerium arbeitete, geboren. Der Vater erhielt notgedrungen politisches Asyl in den Vereinigten Staaten, da er sich gegen den herrschenden Menschenhandel in seinem Heimatland aussprach. Er zog mit seinem Sohn und dessen zwei älteren Schwestern in die Staaten, wo sie sich in der  Stadt New Carrollton, im Bundesstaat Maryland, niederließen. Mit 17 zog er nach New York City. Durch eine seiner Schwestern entdeckte er sein Interesse am Schauspiel, während sie stattdessen das Interesse daran verlor. Nach dem Schulabschluss besuchte er zunächst das William Esper Studio und anschließend die Yale School of Drama.
2015 war er im Film Experimenter – Die Stanley Milgram Story in einer kleinen Rolle erstmals vor der Kamera zu sehen. 2016 verkörperte er in der Serie The Get Down den DJ Grandmaster Flash in einer Nebenrolle. Die Serie wurde nach nur einer produzierten Staffel jedoch wieder eingestellt. 2017 wurde er im Musikfilm Patti Cake$ – Queen of Rap als Basterd in einer größeren Rolle besetzt. Für den Film sang er den Song Wake Up, Sheep!, wenngleich er über kein besonderes musikalisches Talent verfügt. Im selben Jahr war er zudem als Jared im Science-Fiction-Film The Circle zu sehen und spielte im Film Unicorn Store, dem Regiedebüt der Schauspielerin Brie Larson, die Rolle des Virgil. In der Serie The Detour trat er in der zweiten Staffel in der Rolle des Carl auf. 2018 war Athie in der Filmbiografie Der Spitzenkandidat als A. J. Parker in einer zentralen Nebenrolle zu sehen und übernahm zudem als Matt Greer eine Hauptrolle in der Serie Sorry for Your Loss. Die Rolle verkörperte er bis 2019. 
2020 war Athie in einer Nebenrolle im Thriller Underwater – Es ist erwacht zu sehen und übernahm zudem die Hauptrolle des Elijah, der zu einem Meister-Sommelier werden möchte, im Filmdrama Uncorked, das im März beim Streamingdienstanbieter  Netflix veröffentlicht wurde. Darüber hinaus spielte er im Thriller Black Box, der beim Streaminganbieter Prime Video veröffentlicht wurde, die Hauptrolle eines alleinerziehenden Familienvaters, der bei einem Autounfall sein Gedächtnis verliert. 2022 übernahm er als Ramsey Cole eine größere Nebenrolle im Film Jurassic World: Ein neues Zeitalter.

## Filmografie (Auswahl)
- 2015: Experimenter – Die Stanley Milgram Story (Experimenter)
- 2015: Madam Secretary (Fernsehserie, Episode 1x15)
- 2016: Jean of the Joneses
- 2016: Me & Mean Margaret (Fernsehfilm)
- 2016–2017: The Get Down (Fernsehserie, 8 Episoden)
- 2017: Patti Cake$ – Queen of Rap (Patti Cake$)
- 2017: One Percent More Humid
- 2017: The Detour (Fernsehserie, 11 Episoden)
- 2017: The Circle
- 2017: Unicorn Store
- 2018: Der Spitzenkandidat (The Front Runner)
- 2018–2019: Sorry for Your Loss (Fernsehserie, 20 Episoden)
- 2019: Cake (Fernsehserie, 5 Episoden)
- 2019: Oh Jerome, No (Miniserie, 8 Episoden)
- 2020: Underwater – Es ist erwacht (Underwater)
- 2020: Uncorked
- 2020: Black Box
- 2022: Archive 81 (Fernsehserie)
- 2022: Jurassic World: Ein neues Zeitalter (Jurassic World Dominion)
- 2023: Elemental
- 2023: Krieg der Bestatter (The Burial)
- 2024: Kinds of Kindness
- 2025: By Design